# Zygmunt Kudelski
Zygmunt Kudelski (ur. 17 lutego 1949) – polski zapaśnik startujący w stylu wolnym, medalista mistrzostw Polski, reprezentant Polski. Brat zapaśników Andrzeja i Tadeusza.

## Kariera sportowa
Był zawodnikiem Gwardii Warszawa, w barwach tego klubu wywalczył brązowy medal mistrzostw Polski w 1970 i 1975 oraz wicemistrzostwo Polski w 1971, 1972, 1974 i 1976. Na mistrzostwach świata w 1973 zajął 6 miejsce, na mistrzostwach Europy w 1973 - 4 miejsce. We wszystkich tych startach występował w kategorii 68 kg.